# Tesourinha-do-campo
A tesourinha-do-campo (Tyrannus savana), também conhecida como tesourinha, tesoura, tesoureiro e tesoureira, é uma espécie de ave passeriforme da família dos tíranideos, pertencente ao gênero Tyrannus. Seu nome popular é referente à sua cauda bifurcada distintamente longa, semelhante a uma tesoura. É comum em áreas de pastagens, cerrados, e restingas; variando do sul do México até a Argentina. São pássaros migrantes, que realizam migrações em toda a América do Sul e Central regionalmente.

## Descrição
A tesourinha mede aproximadamente 40 cm de comprimento, incluindo a longa cauda bifurcada, que possui cerca de 29 centímetros. A cabeça, a cauda e as asas são negras e o meio do píleo tem coloração amarelo-enxofre. Apresenta dorso acinzentado e partes inferiores brancas.
Realiza uma acrobacia em voo deixando-se cair em espiral, com a cauda largamente aberta e a posição das asas lembrando um paraquedas. 

## Hábitos alimentares
É insetívora , alimentando-se de insetos que captura no ar, em voos acrobáticos que realiza a partir de um galho onde fica empoleirado. Alimentando-se também de frutos.

## Habitat
Habita campos, restingas e cerrados. 

## Reprodução
As fêmeas normalmente colocam de dois a três ovos.

## Migração
É uma ave migratória, desaparecendo do sul do Brasil nos meses de inverno.

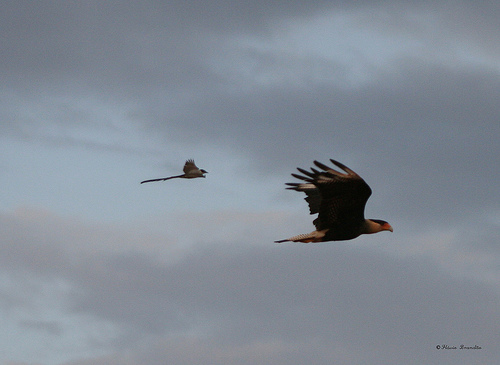
Carcará fugindo de uma tesourinha, espécie muito menor porém brava.